# Нестановичи (Октябрьский район)
Нестановичи (бел. Нястанавічы) — деревня в Волосовичском сельсовете Октябрьского района Гомельской области Белоруссии.

## География

### Расположение
В 22 км на юго-восток от городского посёлка Октябрьский, 29 км от железнодорожной станции Рабкор (на ветке Бобруйск — Рабкор от линии Осиповичи — Жлобин), 252 км от Гомеля.

## Транспортная сеть
На автомобильной дороге Октябрьский — Озаричи. Планировка состоит из чуть изогнутой, близкой к меридиональной ориентации улицы, которая на юге присоединяется к короткой широтной улицы. На юге обособлено расположена короткая прямолинейная улица, ориентированная с юго-востока на северо-запад, к которой на востоке присоединяется переулок. Застройка двусторонняя, деревянная, неплотная, усадебного типа.

## История
По письменным источникам известна с XVI века как селение в Минском воеводстве Великого княжества Литовского. Обозначена в 1560 году в связи из описанием его границ. Согласно описи армии ВКЛ 1567 года поместье Нестановичи должно было поставлять коней для формирования хоругвей в Минском повете. После 2-го раздела Речи Посполитой (1793 год) в составе Российской империи, в Бобруйском уезде Минской губернии. В 1-й половине XIX века центр одноимённого казённого поместья. В 1857 году во владении дворянина Ельницкого, владевшего здесь в 1870 году 123 десятинами земли. В 1885 году действовала церковь. В 1908 году в Рудобельской волости Бобруйского уезда. В 1910 году в наёмном доме открыта земская школа, в 1914 году для неё построено собственное здание.
В 1929 году организован колхоз «Красный стяг», работали кузница и конная круподробилка. Во время Великой Отечественной войны немецкие оккупанты в апреле 1942 года полностью сожгли деревню. Партизаны 29 мая 1943 года разгромили гарнизон созданный оккупантами в деревне. 123 жителя погибли на фронтах. В 1969 году в деревню переселились жители соседней деревни Гуслище. В составе колхоза имени М. В. Фрунзе (центр — деревня Волосовичи. Был Дом социальных услуг, магазин.

## Население

### Численность
- 2004 год — 44 хозяйства, 88 жителей.

### Динамика
- 1857 год — 12 дворов, 68 жителей.
- 1885 год — 16 дворов, 144 жителя.
- 1897 год — 38 дворов, 268 жителей (согласно переписи).
- 1908 год — 47 дворов, 273 жителя.
- 1925 год — 55 дворов.
- 1940 год — 82 двора, 309 жителей.
- 1959 год — 239 жителей (согласно переписи).
- 2004 год — 44 хозяйства, 88 жителей.

## Известные лица
- Лившиц, Мендл Нохимович (1907—1983) — еврейский советский поэт.